# Rheumaptera subcertaria
Rheumaptera subcertaria är en fjärilsart som beskrevs av Herrich-Schäffer 1870. Rheumaptera subcertaria ingår i släktet Rheumaptera och familjen mätare. Inga underarter finns listade.